# 존스 홉킨스

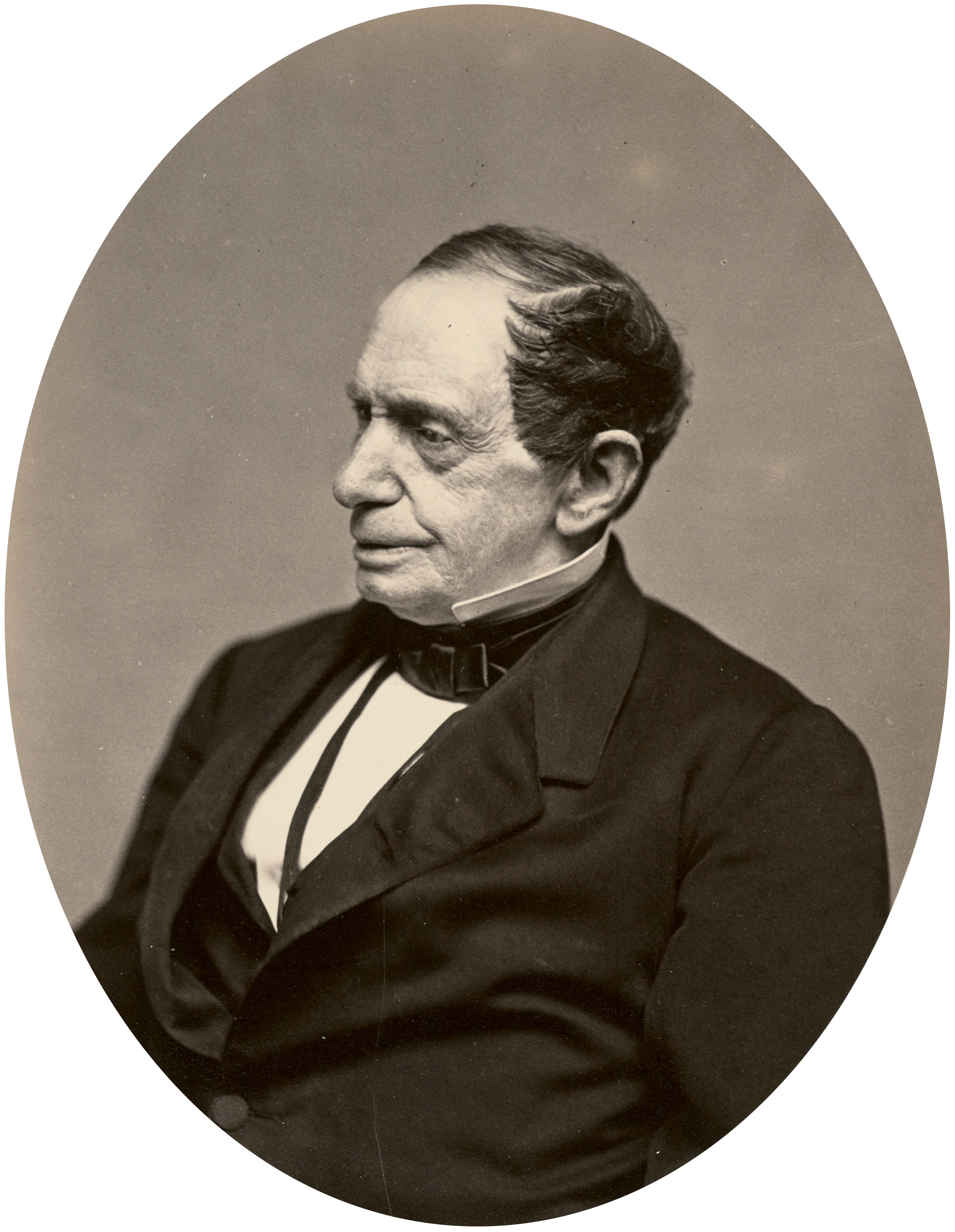
Portrait of Johns Hopkins

존스 홉킨스(Johns Hopkins, 1795년 5월 19일 ~ 1873년 12월 24일)는 미국의 기업인이자 자선사업가로 존스 홉킨스 대학을 설립했다.
1795년 5월 19일 미국 메릴랜드주 갬브릴스에서 흑인 노예 500명을 거느리고 담배 농사를 하는 부유한 퀘이커 집안에서 태어났으나, 1807년 가족들이 자발적으로 노예 해방을 시키면서 학교를 포기하고 담배 농사를 지어야 했다. 미국교회에서 퀘이커는 메노나이트와 더불어 노예제도에 반대한 소수의 기독교인들이었다.그들은 문자적 성서해석으로써 노예제도에 찬성한 대다수의 기독교인들과는 달리,너희가 대접받고자 하는대로 대접하라는 신약성서의 황금률에 근거하여 노예제도에 반대하였다.
이후 3명의 형제들과 함께 사업에 뛰어들어 마차로 물품 수송을 해 큰 돈을 벌었으나 사촌과의 결혼에 실패한 탓인지 독신으로 살며 사업에만 몰두했다.
말년에는 에이브러햄 링컨 대통령을 지원해 노예 폐지 운동을 벌였고 자선 사업도 맹렬하게 벌였는데 사후 거의 전재산이라 할 수 있는 700만 달러를 기부해 대학과 병원을 세우도록 유언했는데 그의 바람대로 1876년 메릴랜드주 볼티모어에 현재 세계 최고의 의과 대학이자 병원인 존스 홉킨스 대학교가 설립되었다.

## 같이 보기
- 존스홉킨스 병원
- 하워드 켈리